# From Beale Street to Oblivion
From Beale Street to Oblivion è l'ottavo album in studio del gruppo musicale rock statunitense Clutch, pubblicato nel 2007.

## Tracce
Tutte le tracce sono dei Clutch, tranne dove indicato.
1. You Can't Stop Progress – 2:40
2. Power Player – 3:06
3. The Devil & Me – 3:57
4. White's Ferry – 5:24
5. Child of the City – 3:53
6. Electric Worry (parzialmente scritta da Mississippi Fred McDowell) – 5:14
7. One Eye Dollar – 1:23
8. Rapture of Riddley Walker – 4:09
9. When Vegans Attack – 4:56
10. Opossum Minister – 4:28
11. Black Umbrella – 4:05
12. Mr. Shiny Cadillackness – 5:11

## Formazione
- Neil Fallon - voce, chitarra
- Tim Suit - chitarre
- Mick Schauer - organo, piano, clavinet
- Dan Maines - basso
- Jean-Paul Gaster - batteria, percussioni